# Hogan Stand
Hogan Stand est un mensuel sportif spécialisé dans les sports gaéliques, publié à Dublin et distribué sur l’ensemble de l’île d'Irlande.
La revue prend le nom de la tribune Hogan située à Croke Park, le plus grand stade de sports gaéliques en Irlande. C'est la tribune principale du stade, celle où les capitaines d'équipes reçoivent à la fin du match le trophée de la victoire.
La revue a été créée en sport. Elle est le seul magazine traitant exclusivement de l’actualité des sports gaéliques.
Le mensuel est doublé d’un site Web.